# Hanno Günther

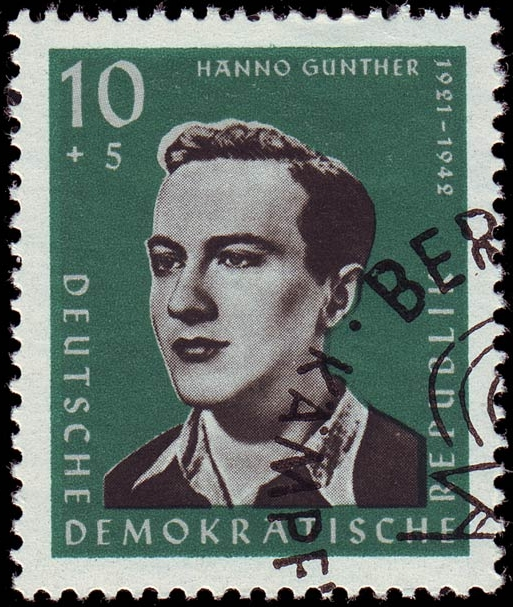
Hanno Günther zum 40. Geburtstag (Rudolf Skribelka für die Deutsche Post der DDR 1961)

Hanno Günther, eigentlich Hans-Joachim Günther, (* 12. Januar 1921 in Berlin; † 3. Dezember 1942 Berlin-Plötzensee) war ein deutscher kommunistischer Widerstandskämpfer gegen den Nationalsozialismus.

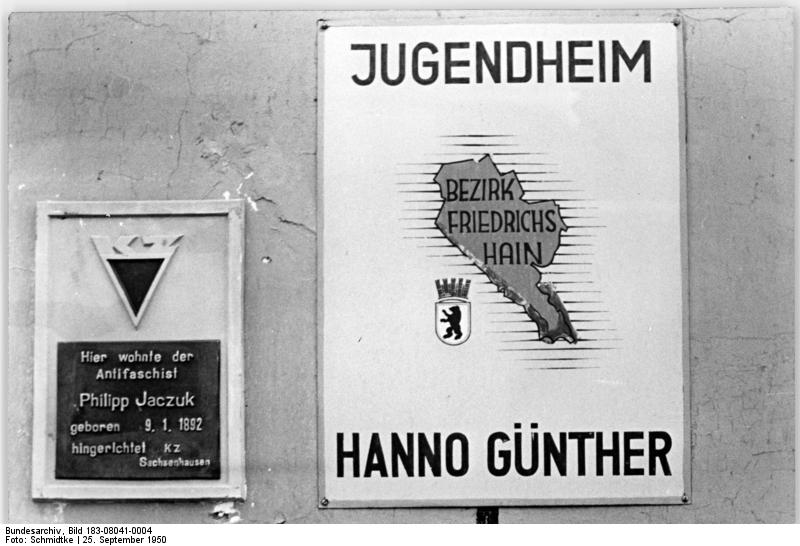
Ein Jugendheim in Berlin wurde 1950 nach Hanno Günther benannt

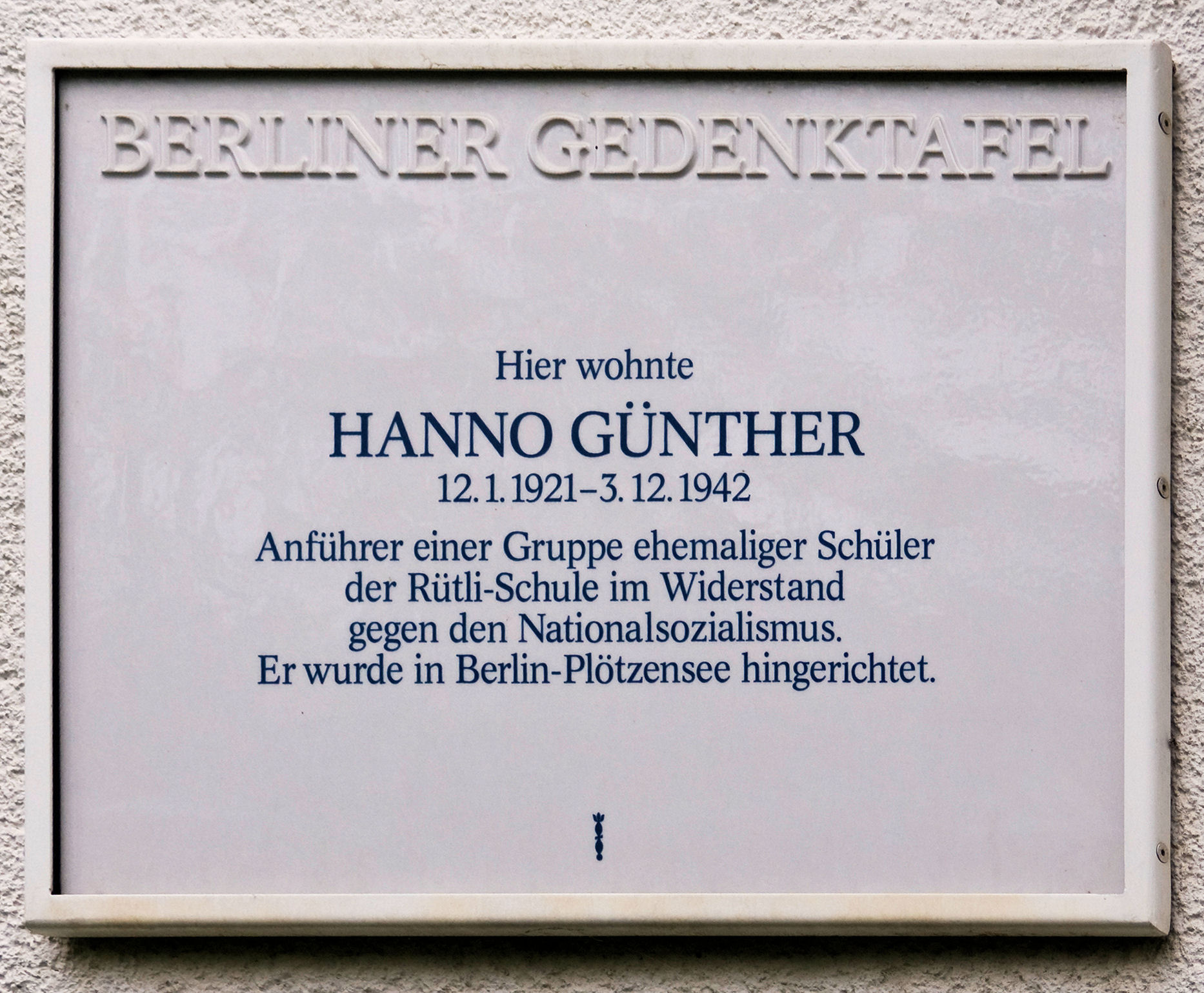
Berliner Gedenktafel am Haus Onkel-Bräsig-Straße 108, in Berlin-Britz

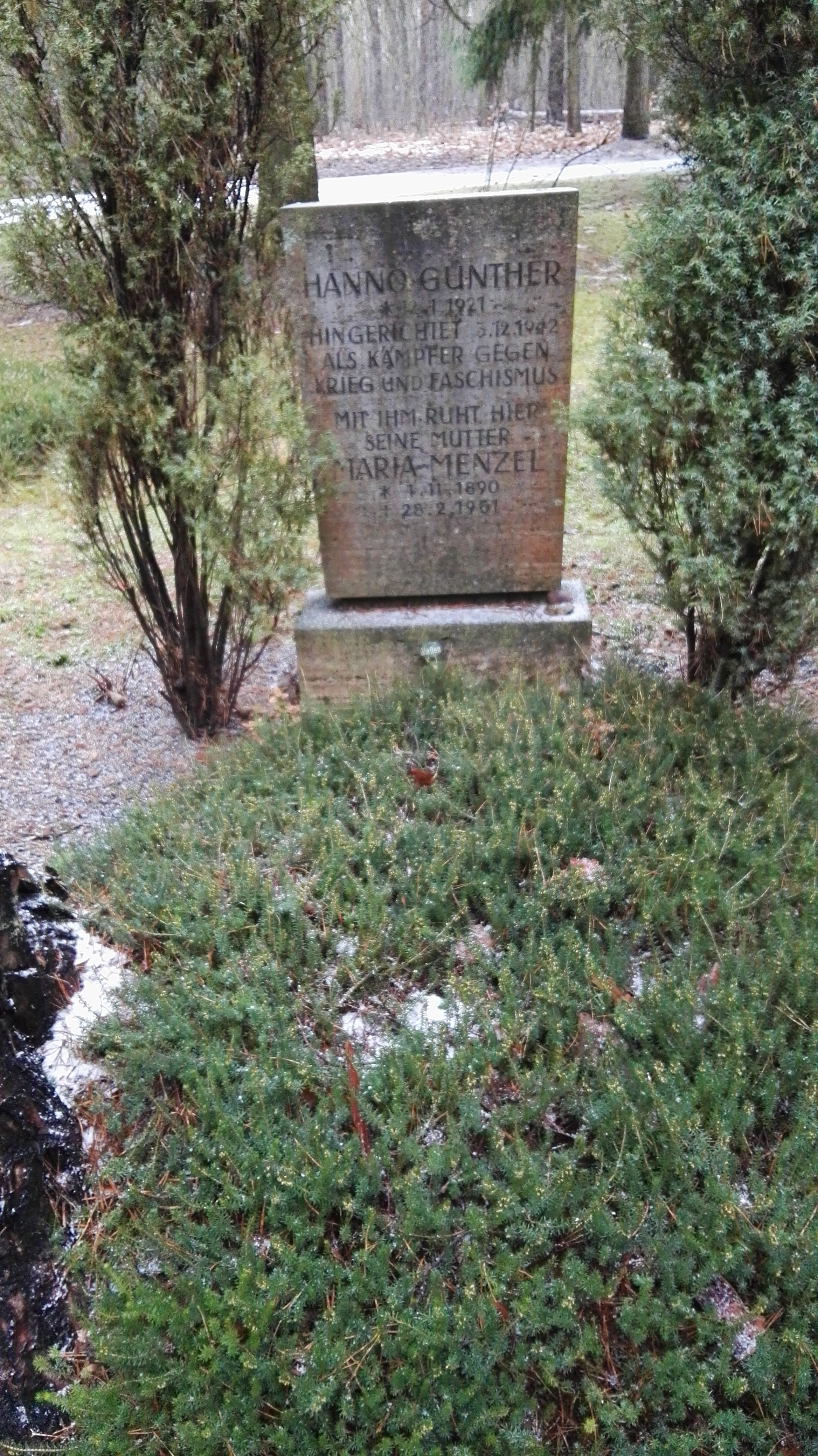
Grabstätte

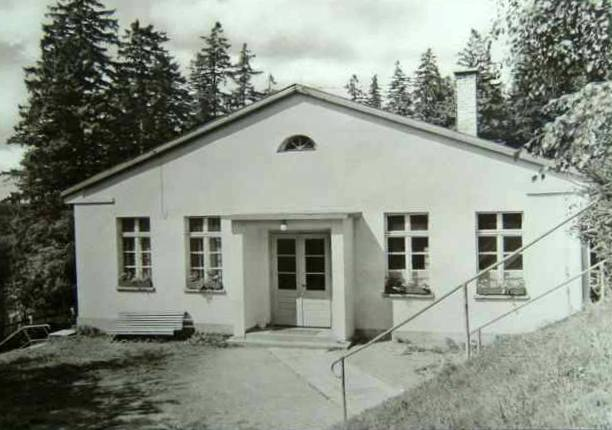
Pionierferienlager „Hanno Günther“ in Gottesberg

## Leben
Hanno, der eigentlich Hans-Joachim hieß, war der Sohn des Adolph Günther und der Maria geb. Grude (später verehelichte Menzel). Seine Eltern ließen sich in seiner Kindheit scheiden. Seit Ostern 1928 besuchte Hanno Günther die damals bekannteste Reformvolksschule, die Rütli-Schule in Berlin-Neukölln, in der seine Mutter Maria Menzel Lehrerin war. Nachdem die Schule 1933 von den Nationalsozialisten aufgelöst worden war, ging er 1934 auf die Insel Scharfenberg, wo er die Schulfarm in der Hoffnung besuchte, dort sein Abitur ablegen zu können. Doch schon im folgenden Jahr wurde er der Schule verwiesen.
Während seiner Berufsausbildung zum Bäcker bei Ernst Grüger, dem Ehemann von Klara Grüger, bekam Günther Kontakt zu einer kommunistischen Widerstandsgruppe um Elisabeth Pungs. Nach dem Überfall auf Polen im Jahr 1939 verbreitete er mit ihr die ersten Flugblätter, die in Hausfluren und Briefkästen verteilt wurden. Nach dem Angriff auf Frankreich erstellte Günther von Juli 1940 bis Januar 1941 mit Elisabeth Pungsund seinem ehemaligen Schulkameraden Wolfgang Pander, einem Jungkommunisten jüdischer Herkunft, die Flugschrift „Das freie Wort“, die teilweise per Briefpost versendet wurde. In der Schrift riefen die Widerstandskämpfer teilweise in gereimter Form allgemein und insbesondere Rüstungsarbeiter zu Widerstand und Sabotage gegen den Nationalsozialismus auf, forderten Frieden und Meinungsfreiheit und verbreiteten Nachrichten über die Kriegslage. „Das freie Wort“ war mit „Deutsche Friedensfront“ unterzeichnet.
Hanno Günther gründete später mit ehemaligen Schulkameraden der Rütlischule eine kleine Widerstandszelle, die regelmäßig Lesungen von marxistischen Schriften veranstaltete und Kontakte in den kommunistischen Widerstand pflegte, unter anderem zum KPD-Funktionär Herbert Bochow.
Am 28. Juli 1941 gelang es der Gestapo, die Widerstandszelle zu zerschlagen. Hanno Günther wurde mit seinen Freunden Dagmar Petersen, Emmerich Schaper, Wolfgang Pander und Bernhard Sikorski verhaftet. Nach teilweise brutalen Verhören fand am 9. Oktober 1942 der Prozess gegen die Gruppe vor dem Volksgerichtshof statt, Dagmar Petersen wurde zu sieben Jahren Zuchthaus, alle anderen Angeklagten wurden zum Tod verurteilt. Emmerich Schaper starb vor seiner Hinrichtung an den Folgen der Verhöre. Hanno Günther und die anderen sechs seiner Freunde wurden Anfang Dezember 1942 in Plötzensee hingerichtet. Seine Grabstätte befindet sich auf dem Südwestkirchhof Stahnsdorf. Zuletzt lebte er bei seiner Mutter in der Augsburger Straße 22 (heute Augsburger Straße 4) in Berlin-Schöneberg.

## Ehrungen

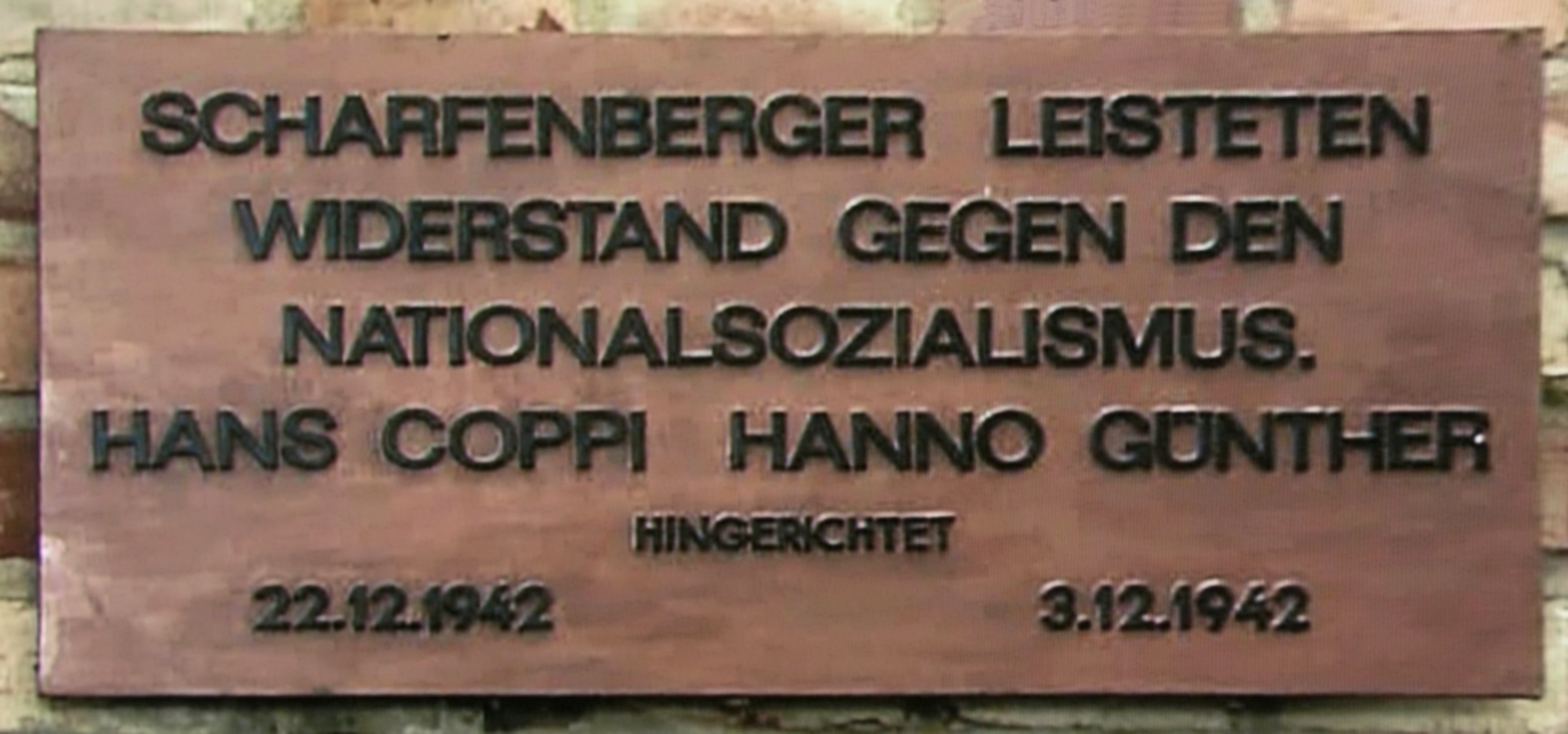
Gedenktafel auf der Insel Scharfenberg, in Berlin-Tegel

In der DDR waren das Grenzregiment 34 in Groß Glienicke, Straßen sowie eine Reihe von Schulen, (Kinder- oder Jugend-)heimen und die Jugendherberge in Geising nach Hanno Günther benannt, unter anderem die Hanno-Günther-Grundschule im sächsischen Waldheim oder die Regionale Schule Ferdinandshof, die noch heute seinen Namen tragen.
Die Ingenieur-Fachschule für Elektrotechnik und Automatisierungstechnik in Velten-Hohenschöpping trug bis 1991 seinen Namen.
Außerdem trug ein Torpedoschnellboot der Volksmarine von 1961 bis zur Außerdienststellung am 14. Oktober 1968 diesen Namen. Ein Zubringertrawler mit der Fischereikennnummer ROS 403 der „Artur Becker“-Baureihe erhielt ebenfalls seinen Namen.
Eine Gedenktafel in der zur Berliner Hufeisensiedlung in Berlin-Britz gehörenden Onkel-Bräsig-Straße 108 (3. Dezember 1989) erinnert an Hanno Günther, eine weitere Gedenktafel, die an ihn und den kommunistischen Widerstandskämpfer gegen den Nationalsozialismus Hans Coppi erinnert, befindet sich auf der Insel Scharfenberg.